# Manic (film)
Manic è un film del 2001 diretto da Jordan Melamed e scritto da Michael Bacall e Blayne Weaver.
Questo segna anche la prima volta che gli attori Joseph Gordon-Levitt e Zooey Deschanel hanno lavorato insieme come principale interesse amoroso in un film, il secondo è stato (500) giorni insieme.

## Trama
Dopo aver brutalmente picchiato un altro adolescente con una mazza da baseball durante una partita di baseball, Lyle Jensen, un adolescente impulsivo e aggressivo, viene ricoverato nel reparto psichiatrico giovanile di un ospedale insieme ad altri adolescenti problematici: Tracy, Chad, Michael, Kenny e Sara. Lyle si trova in una stanza con Kenny, un tredicenne reticente, e forma una sorta di relazione tra fratelli. Lyle ha problemi di adattamento ai confini dell'istituzione ed è compito del Dr. David Monroe farli parlare in sessioni di terapia di gruppo.
Lyle si trova attratto da Tracy. Lei è riluttante a diventare vicino a lui a causa della sua bassa autostima. Tracy ha costanti incubi terribili. Lyle diventa curioso di sapere perché urla di notte e poi scopre che è una sopravvissuta allo stupro. Nella loro stanza, Kenny e Lyle iniziano una discussione sui loro padri, a quel punto Kenny annuncia che il suo patrigno lo visiterà. Dopo una visita disastrosa, viene rivelato che il patrigno abusa sessualmente di lui. Dopo un confronto tra il Dr. Monroe, Kenny e il suo patrigno, Kenny viene trasferito in un'altra unità dell'istituto.
Un incontro di gruppo si svolge in cui i pazienti e il Dr. Monroe discutono le loro preoccupazioni sulla situazione con Kenny. Michael, un sociopatico violento, non prova empatia per Kenny e afferma di aver ottenuto ciò che meritava. A questo punto, Lyle salta su e attacca Michael, ma le guardie li separano. Il Dr. Monroe si arrabbia con Lyle e inizia a lanciare sedie in giro per la stanza, dimostrando a Lyle che reagire per rabbia non porta a nulla. I due hanno poi una conversazione in cui il medico si scusa.
Durante il suo soggiorno, Lyle instaura un'amicizia con Chad, che soffre di disturbo bipolare e agorafobia. I due pianificano di andare ad Amsterdam con i soldi del fondo fiduciario di quest'ultimo. Più tardi, Chad e Sara hanno una discussione sul dipinto di Van Gogh Campo di grano con corvi; Sara afferma che il dipinto rappresenta la libertà, mentre Chad afferma che il dipinto rappresenta la depressione e confinamento. Sara viene presto rilasciata e lascia il reparto psichiatrico, lasciando Tracy con il cuore spezzato. Dopo il diciottesimo compleanno di Chad, si ritira dal piano per andare ad Amsterdam affermando che scappare in un altro posto non cambierà la sua vita. Tuttavia, incoraggia Lyle ad andare avanti senza di lui. Il giorno prima del suo rilascio, Chad si taglia mentre legge Il mito di Sisifo. Quando viene scoperto, attacca una delle guardie e taglia il collo della guardia, facendolo rimuovere dal reparto. Durante la rissa tra Chad e la guardia, la guardia lascia cadere le chiavi, che Lyle prende senza preavviso. Quella notte, Lyle usa le chiavi per entrare nella stanza di Tracy. Si scusa e i due si abbracciano e si baciano.
Il giorno della sua fuga, Lyle cerca Tracy. Incapace di trovarla, chiede a Michael dove si trovi. Michael chiede se Lyle ha stuprato Tracy dal momento che "lei lo vuole." Questo fa infuriare Lyle, e pochi istanti dopo irrompe nella stanza di Michael e lo attacca, lasciandolo in un angolo sanguinante. Quando esce dalla stanza di Michael, vede Tracy e le dice che la stava cercando. Lei non dice nulla e non fa nulla mentre apre la porta dell'istituto e corre fuori dal cancello. Lyle lascia l'istituto e si dirige verso una fermata dell'autobus. Aspetta al terminal degli autobus e quando si ferma, c'è un poster del dipinto di Van Gogh sul lato. Vedendo il dipinto, Lyle ricorda la discussione tra Chad e Sara. Lyle non sale a bordo dell'autobus e invece torna all'istituzione.

## Distribuzione
Tra il 2001 e il 2002 è stato proiettato in diversi festival cinematografici, incluso il Sundance Film Festival. Il DVD della regione 1 è uscito il 20 gennaio 2004.